# Represje wobec cichociemnych
Represje wobec cichociemnych (skróty: CC, cc. ) – zrzuconych do Polski w latach 1941–1944 do wspomagania działalności AK w walce z okupantem. CC spodziewali się represji ze strony Niemców oraz Sowietów. Zaskoczeniem były represje ze strony nowych, komunistycznych władz w Polsce. Obraz tych represji daje suma informacji z biogramów każdego CC .

## Okres kampanii wrześniowej
Podczas kampanii wrześniowej 1939 roku z 229 przyszłych cichociemnych, walczących wtedy w obronie Kraju, 12 dostało się do niemieckich obozów jenieckich – 7 z nich uciekło i dotarło do Anglii. Jak wynika z biogramów 316 CC, podobnie jak inni zgłaszający się do Polskich Sił Zbrojnych, docierali do Francji, później do Wielkiej Brytanii.
Wśród obywateli polskich w latach 1939–1941 przez władze sowieckie zesłanych w głąb ZSRR, także do sowieckich łagrów było też 10 przyszłych cichociemnych. Zostali oni aresztowani po zajęciu Kresów przez Armię Czerwoną, a następnie zesłani na tereny wschodnie Rosji. Niektórym udało się też uniknąć losu tysięcy polskich oficerów, jak np. przyszły cc. Antoni Nosek w 1939., po kapitulacji Lwowa nie poszedł na punkt zborny Sowietów, rzekomo po przepustkę na powrót do domu – dzięki temu uniknął zamordowania w Katyniu.

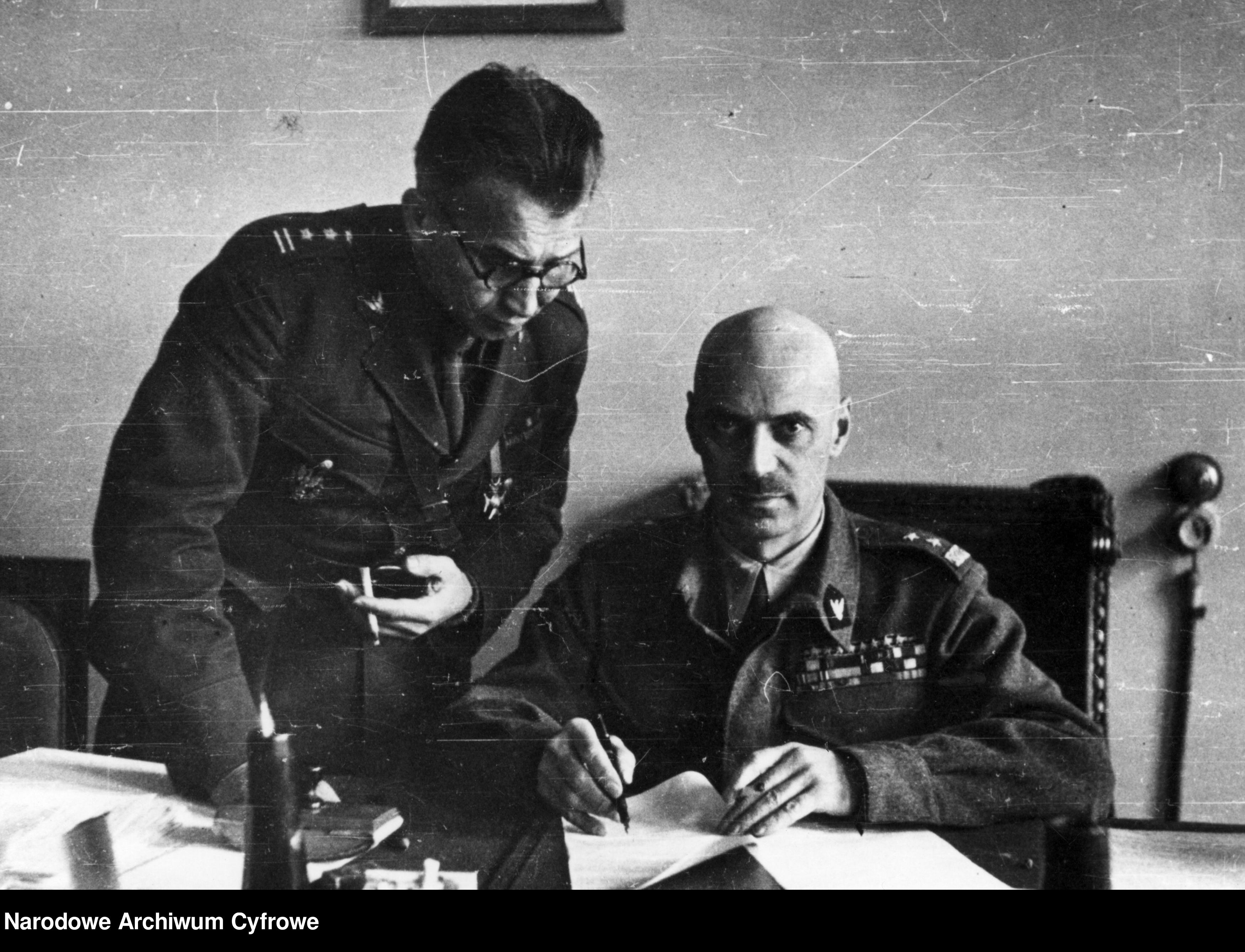
Gen.Władysław Anders z (przyszłym cc.) Leopoldem Okulickim (źr. Narodowe Archiwum Cyfrowe)

Dzięki układowi Sikorski-Majski z 30 lipca 1941, w obozach NKWD dla jeńców polskich od 23 sierpnia 1941zesłani mogli uzyskać przepustkę i bilet do miejsca formowania Armii Andersa, z którą opuścili ZSRR. 61 przyszłych CC po układzie Sikorski - Majski zwolniono z łagrów i wstąpiło do Armii Andersa 33 przeszkolono jako radiotelegrafistów.

## Okupacja niemiecka
Cichociemni według Konwencji Genewskiej nie byli żołnierzami, złapani na terenie okupowanym nie mieli praw jeńców wojennych . Organy represji III Rzeszy: Gestapo, Abwehra, SD, żandarmeria oraz Kriminalpolizei traktowali ich jako agentów nieprzyjaciela, a najczęściej jako bandytów.
Spośród 316 cichociemnych, aż 102 poległo podczas wojny do 8 maja 1945 r.. Spośród nich:
- 9 CC zginęło podczas lotu lub skoku do Kraju.
- 51 CC aresztowało Gestapo, z których 16 zamordowano podczas przesłuchań, 8 zażyło truciznę w czasie aresztowania, ale też 9 uciekło, 4 odbiły oddziały AK, a 3 wykupiono.
- 5 CC aresztowanych przez Abwehrę, 4 zamordowano, piątego wysłano do obozu koncentracyjnego gdzie został zamordowany.
- 1 CC aresztowany przez służby bezpieczeństwa SS uciekł.
- 4 CC aresztowanych przez niemiecką żandarmerię, 2 z nich uciekło: cc. Jan Piwnik oraz cc. Jan Rogowski.
- 4 CC aresztowała Kriminalpolizei.
- 2 CC zaaresztowała policja litewska i białoruska, przekazując ich potem Gestapo.
- 25 CC wysłano do niemieckich obozów koncentracyjnych[11], gdzie 11 (lub 13) zamordowano, w tym:
  - 14 do KL Groß-Rosen.
  - 7 do KL Auschwitz-Birkenau, skąd cc. Jerzy Sokołowski uciekł, ale został schwytany; z kolei cc. Stefan Jasieński po nawiązaniu kontaktu z obozową komórką konspiracyjną założoną w obozie w 1941 r. przez rtm. Witolda Pileckiego, próbował ratować więźniów poprzez atak AK na obóz, ale postrzelony w zasadzce, torturowany przez Gestapo, został zamordowany w bloku śmierci.
  - 6 do KL Buchenwald, gdzie cc. Janusz Jarosz uciekł z kolumny pieszej więźniów ewakuowanych z obozu.
  - 6 do KL Mittelbau-Dora.
  - 4 do KL Mauthausen-Gusen.
  - 4 do KL Sachsenhausen.
  - 3 do KL Bergen-Belsen.
  - 3 do KL Dachau (KL).
  - 3 do KL Flossenbürg, gdzie w nieustalonych okolicznościach zamordowano współzałożyciela Cichociemnych – Jana Górskiego ps. Chomik.
- 6 CC umieszczono we frankistowskim obozie koncentracyjnym Miranda de Ebro.

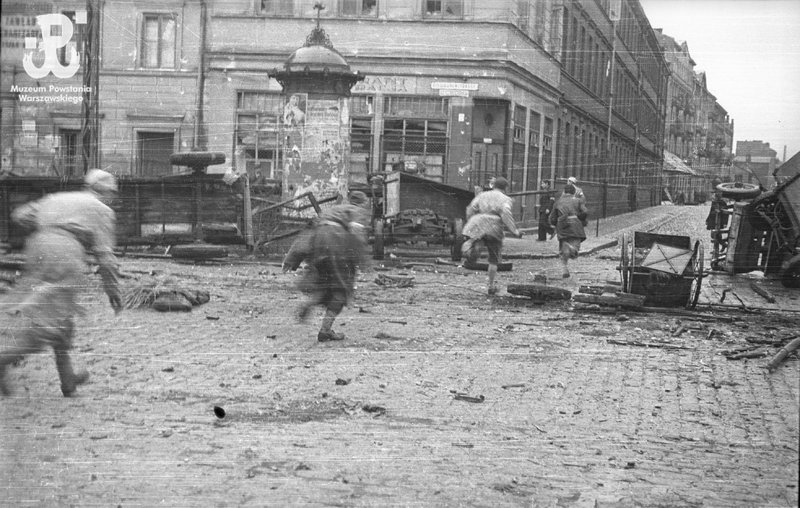
Patrol porucznika Stanisława Jankowskiego „Agatona” z batalionu „Pięść” ze zgrupowania Kadywu KG AK, podczas przeskoku przez ostrzeliwaną ulicę Chłodną róg Wroniej na Woli, w czasie Powstania,
zdjęcie zrobione przez cc. Stefana Bałuka

- 95 CC walczyło w Powstaniu Warszawskim, gdzie 18 poległo, a około 20 było rannych[12].

Po podpisaniu warunków kapitulacji powstania warszawskiego prawie 15 tys. żołnierzy powstania, a wśród nich 44 CC osadzono w obozach jenieckich, skąd 6 CC uciekło. Zbliżający się koniec wojny spowodował, że Niemcy w odwrocie zmuszali również jeńców tych obozów do długich marszów na Zachód. Obozy te były wyzwalane przez Aliantów w miarę zdobywania terenu Niemiec. Np.: cc. Józef Zając ps. Kolanko, po kapitulacji powstania, od 5 października 1944 przebywał w obozach niemieckich, początkowo Ożarów, Stalag 344 Lamsdorf, a następnie Oflag II D Gross-Born (na Pomorzu), potem Oflag X A Sandbostel (koło Bremy) oraz Oflagu X C (koło Lubeki), z którego został uwolniony 2 maja 1945 przez wojska brytyjskie.

## Represje sowieckie
W latach 1944–1946, jeszcze przed przemówieniem Winstona Churchilla w Fulton, ogłaszającym żelazną kurtynę, przy wkraczaniu Armii Czerwonej na ziemie polskie, intensywną działalność rozpoczął Ludowy Komisariat Spraw Wewnętrznych ZSRR – NKWD. Oficerowie sowieccy dokonywali aresztowań polskich obywateli, głównie podejrzanych o przynależność do AK, a potem szczególnie poszukiwali cichociemnych traktowanych jako agentów brytyjskich.
122 CC zostało aresztowanych przez NKWD, a w tym:
- 8 CC straciło życie podczas przesłuchań lub z wyroków sowieckiego sądu, np.: gen. cc. Leopold Okulicki ps. Niedźwiadek, ostatni dowódca Armii Krajowej, po aresztowaniu w 1945 został prawdopodobnie zamordowany w moskiewskim więzieniu NKWD na Łubiance.
- 83 CC zostało zesłanych do sowieckich łagrów, ostatni powrócił do Polski dopiero w 1956[14],
- pozostałych po ciężkich przesłuchaniach przekazywano polskim sądom wojskowym.

Niektórzy z CC uniknęli tragicznych konsekwencji spotkania z Sowietami, m.in.:
- cc. Adolf Pilch ps. Góra, Dolina uniknął sowieckiej niewoli, wyrywając się z sowieckiego okrążenia w 1944 r., jego kolegów Sowieci wywieźli do więzienia na Łubiance (Moskwa).
- cc. Kazimierz Bernaczyk oraz cc. Bronisław Konik nie zgłosili się na zorganizowaną przez Sowietów „odprawę” 31 lipca 1944 r. w gmachu przy ul. Kochanowskiego 27 oraz w pałacu Biesiadeckich we Lwowie, dzięki czemu uniknęli aresztowania.
- cc. Stanisław Sędziak nie stawił się na organizowaną przez Sowietów 17 lipca 1944 r. w Boguszach „odprawę” dla oficerów AK z okręgów Wilno i Nowogródek, unikając aresztowania przez NKWD.
- cc. Piotr Szewczyk ps. Czer uniknął aresztowania przez NKWD, nie stawiając się na „odprawę” dla oficerów AK, zorganizowaną 31 lipca 1944 r., po której ok. 60 oficerów AK zesłano w głąb ZSRR wraz z ponad 2 tys. innych aresztowanych Polaków.

## Represje PRL
W komunistycznym PRL od 1944 – Resort Bezpieczeństwa Publicznego (RBP), a od 1 stycznia 1945. Ministerstwo Bezpieczeństwa Publicznego (MBP) reprezentowane w terenie przez Urzędy Bezpieczeństwa Publicznego (UBP) represjonowały wspólnie z NKWD oraz samodzielnie głównie żołnierzy AK, aresztując ich oraz często nieludzko przesłuchując. Po uzyskaniu zadowalających zeznań, sprawę kierowano do Wojskowego Sądu Rejonowego (WSR). Sądy te rozpatrywały sprawy karne nie tylko przeciwko żołnierzom, ale także przeciw osobom cywilnym oskarżonym o tzw. „zbrodnie stanu”, prawdziwym lub wyimaginowanym przeciwnikom systemu komunistycznego. Oskarżonym wymierzano kary wieloletniego więzienia lub karę śmierci – początkowo w roku 1944 i 1945 czasem z ułaskawienia Bieruta na karę więzienia.

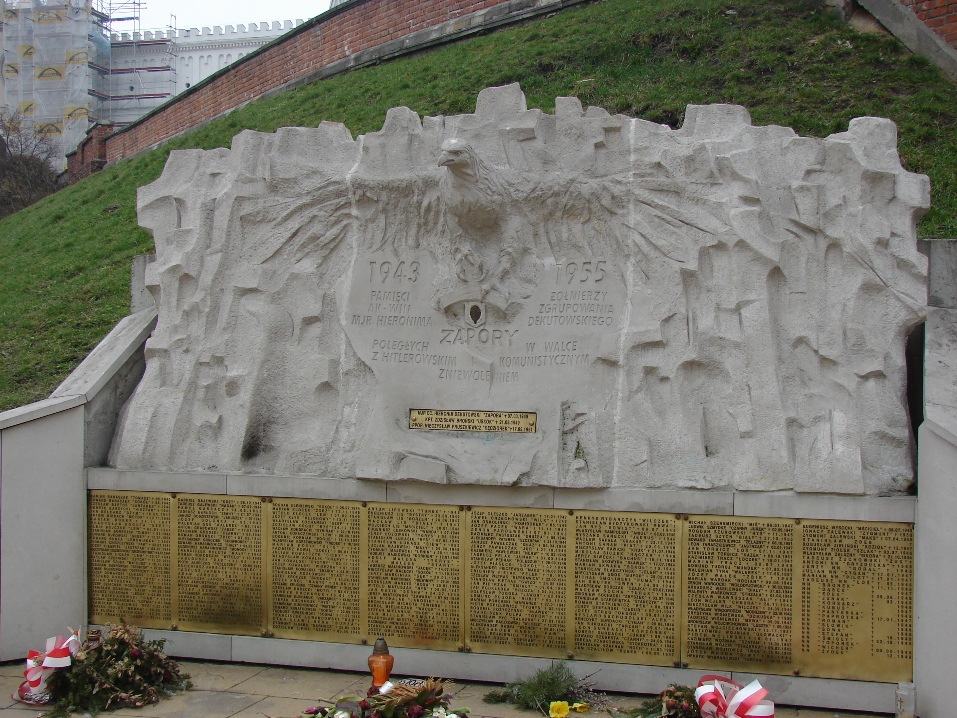
Pomnik poświęcony Hieronimowi Dekutowskiemu i jego podkomendnym znajdujący się przed Zamkiem Lubelskim

103 CC było aresztowanych przez UB (w tym 13 aresztowało NKWD, a 5 NKWD wspólnie z UB). Wśród nich:
- 15 CC torturowano podczas przesłuchań, doprowadzając do śmierci 9 (lub 10), w tym:
  - 6 w więzieniu aresztu śledczego przy ul. Rakowieckiej Warszawa-Mokotów:
    - cc. Stanisława Wintera ps. Stanley w 1945.
    - cc. Stefana Górskiego ps. Brzeg w 1948, o jego śmierci powiadomiono rodzinę dopiero po ok. 11 latach!
    - cc. Hieronima Dekutowskiego ps. Zapora, który w chwili śmierci, choć miał tylko 30 lat, wyglądał jak starzec – z siwymi włosami, wybitymi zębami, połamanymi rękami, nosem i żebrami oraz zerwanymi paznokciami – jego ostatnie słowa brzmiały: „Przyjdzie zwycięstwo! Jeszcze Polska nie zginęła!”.
    - cc. Andrzeja Czaykowskiego ps. Garda w 1953.
    - cc. Bolesława Kontryma ps. Żmudzin w 1953.
    - cc. Witolda Uklańskiego ps. Herold w 1954.

  - 3 w więzieniu na Zamku w Lublinie:
    - cc. Aleksandra Kułakowskiego ps. Rywal w 1944.
    - cc. Czesława Rossińskiego ps. Kozioł w 1945.
    - cc. Mieczysława Szczepańskiego ps. Dębina w 1945.
- 20 CC skazano na śmierć, części zamieniono karę na wieloletnie więzienie, m.in.:
  -     - cc. Adam Boryczka ps. Brona w 1955 skazany przez Wojskowy Sąd Garnizonowy w Warszawie na karę śmierci, którą Rada Państwa zamieniła na karę dożywotniego więzienia, następnie w 1967 karę tę złagodziła do 5 lat, zwalniajc go warunkowo z jej odbycia – w listopadzie 1967 wyszedł na wolność jako ostatni żołnierz cc. AK więziony w PRL z przyczyn polityczmych.
    - cc. Jerzy Iszkowski po aresztowaniu 1 stycznia 1945 i przesłuchaniach przez NKWD, został przez WSR skazany na karę śmierci, po czym ułaskawiony przez Bolesława Bieruta z zamianą na 10 lat więzienia, a następnie po interwencji żony ponownie przez Bolesława Bieruta zmniejszono mu karę do 2 lat więzienia.
- 2 CC skazano na dożywotnie pozbawienie wolności.
- 22 CC na wieloletnie więzienie, m.in.:
  -     - cc. Piotr Szewczyk ps. Czer miał wyrok 11 lat więzienia.
    - cc. Marian Gołębiewski ps. Ster 10 lat, po czym był też internowany podczas stanu wojennego w 1981.
    - cc. Antoni Chmielowski ps. Wołk został aresztowany przez Ministerstwo Bezpieczeństwa Publicznego (MBP) i… zesłany do łagrów nad Kołymą oraz w Magadanie, powrócił po 10 latach.
    - cc. Antoni Iglewski ps. Ponar był osadzony w więzieniu 9 lat.
    - cc. Bolesław Jabłoński ps. Kalia był w więzieniu 6 lat, a jego żonę podczas wizyty w więzieniu zastrzelił funkcjonariusz NKWD.
    - cc. Tadeusz Żelechowski ps. Ring, aresztowany przez Státní Bezpečnost (czeska bezpieka) był za kratami 6 lat.
    - cc. Bronisław Czepczak-Górecki ps. Zwijak był dwukrotnie aresztowany, skazany i więziony, najpierw 3 lata (1945-1947), później 6 lat (1950–1956).
    - cc. Jan Różycki ps. Busik został aresztowany przez UB w Krakowie oraz oskarżony o spowodowanie katastrofy samolotu, w której zginął tragicznie gen. Władysław Sikorski; jego syn Bohdan, harcerz Szarych Szeregów, jako 13-latek uczestnik powstania warszawskiego w 1950 reaktywował organizację samokształceniową licealistów, aby zbrojnie odbić ojca z więzienia.po czym wraz z przyjacielem przeprowadził dwie akcje rozbrojenia milicjantów, w trzeciej zginął w strzelaninie z MO, a jego przyjaciela z liceum Marka Kubińskiego po brutalnym śledztwie skazano na śmierć.

Wszyscy przebywający od 1944 w Polsce CC byli stale inwigilowani oraz szykanowani przez UB według rozkazów MBP. Od 1956 rolę tę przejęła SB. Do inwigilacji korzystano z agentów, potem tajnych współpracowników (TW). Szykany polegały na uniemożliwianiu im oraz ich rodzinom podejmowania stałej pracy, częste wezwania przesłuchania oraz blokowanie możliwości wyjazdu na Zachód. Taki nadzór w stosunku do niektórych osób trwał do ich śmierci lub nawet do 1989.
W celu lepszego poznania środowiska byłych CC, UB nakłaniał, a wręcz zmuszał dodatkowymi szykanami CC do podpisania aktu lojalności wobec nowych władz oraz zgody na bycie agentem UB (od 1957 tajnym współpracownikiem)(TW) SB. Prawie 40 CC zgodziło się na taką współpracę, przy czym tylko kilku z nich z własnego zgłoszenia. Większość z nich starała się być „nieużytecznymi” co powodowało rezygnację z ich usług, ale też poddanie nowym szykanom. Pozostali jednak swoimi działaniami operacyjnymi i donosami przysporzyli wielu CC sporo kłopotów.
Z powodu tych represji 59 CC uciekło za granicę (nie wszystkim się to powiodło) dołączając do przebywających tamże 32 CC, którzy pozostali na emigracji po wyzwoleniu obozów w Niemczech. Wielu wróciło do Polski po 1990, albo już pośmiertnie na swoje życzenie aby spocząć w polskiej ziemi.
Sądy Okręgów Wojskowych po 1991, na wniosek zainteresowanego, a częściej na wniosek jego rodziny uznawały wyroki WSR z lat 1944–1970 za nieważne, gdyż były wydane wobec osób działających na rzecz niepodległego bytu Państwa Polskiego.
Po wojnie, na emigracji pozostało 32 CC, z obawy przed represjami komunistycznych władz aż 59 musiało uciekać z Polski „ludowej”.